# Osiedle Zielone (Tomaszów Mazowiecki)
Osiedle Zielona – osiedle mieszkaniowe w Tomaszowie Mazowieckim, w którym przeważa budownictwo jednorodzinne.

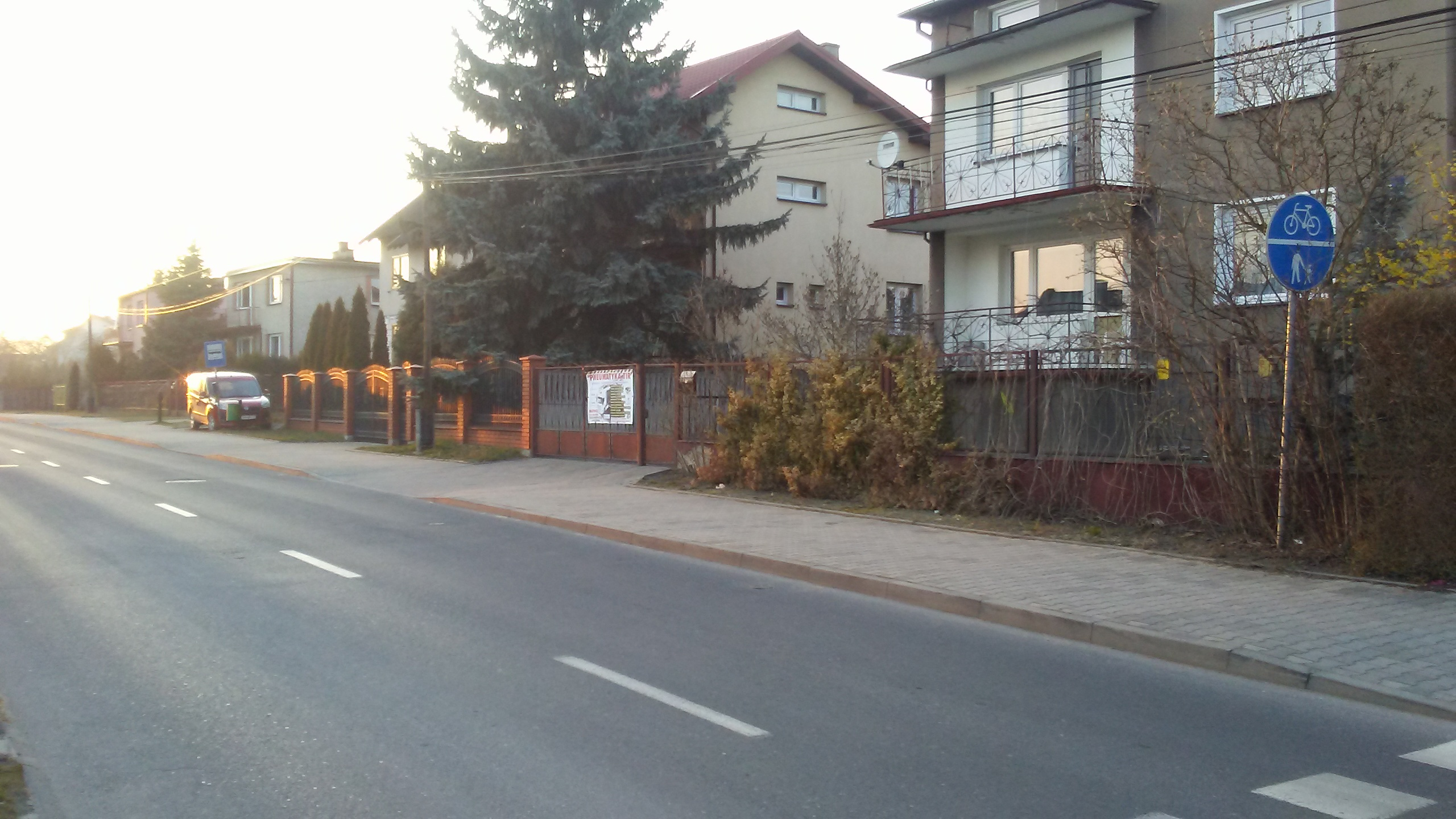
Ulica Podleśna, południowa granica osiedla

Główne ulice osiedla: Zielona, Podleślna, Legionów, Gajowa, Pusta, Różana, Tulipanowa, Bartnicza, Liliowa.

## Ważniejsze obiekty

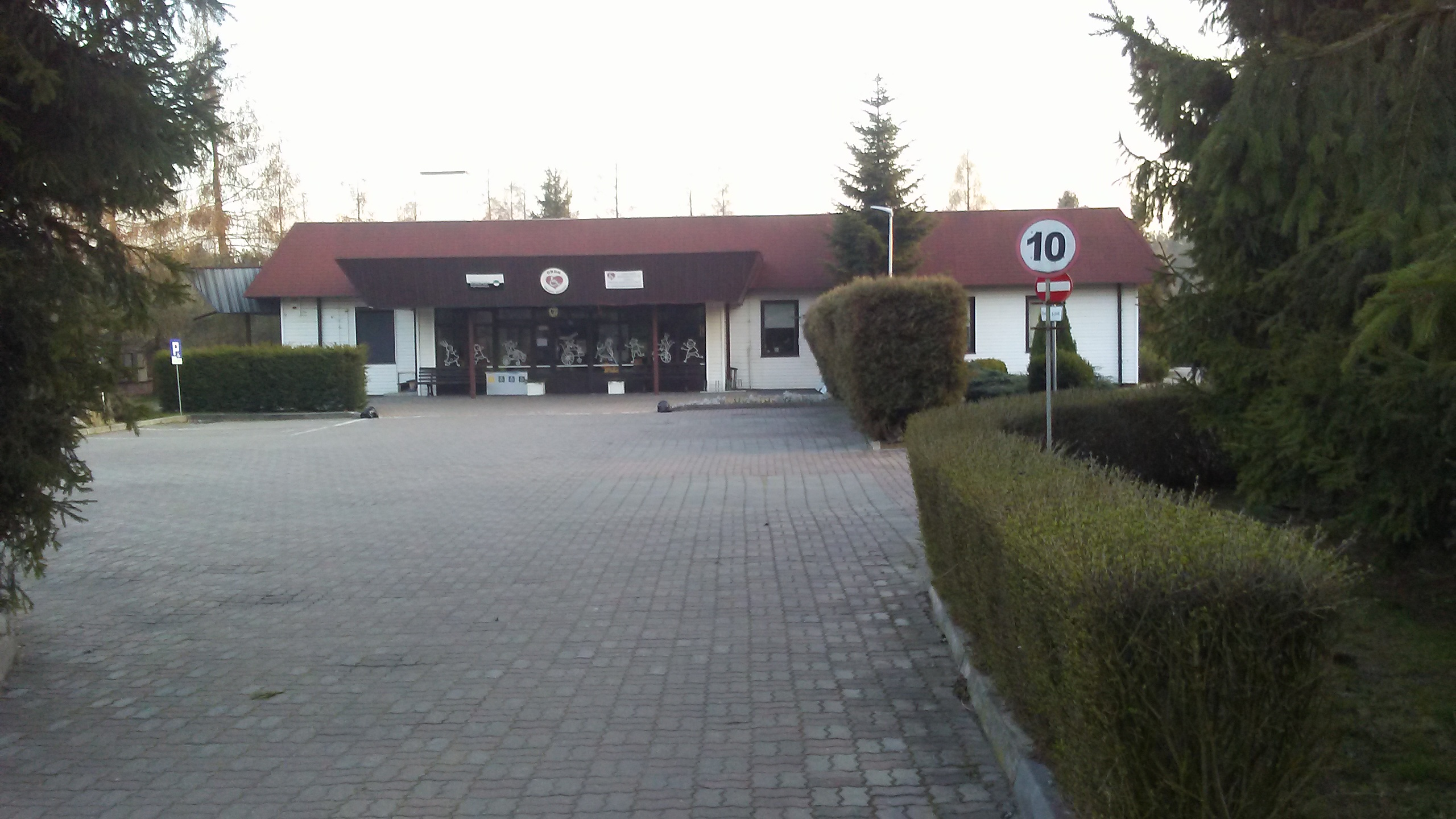
Tomaszowski Ośrodek Rehabilitacji Dzieci Niepełnosprawnych, przy ulicy Jana Pawła II 64

Od południa z osiedle graniczy z Ośrodkiem Rehablitacji Dzieci Niepełnosprawnych – największą tego typu placówką w mieście. Na wschód od osiedla znajdują się wodociągi miejskie. Przy wschodniej granicy osiedla przebiega druga co do długości ścieżka rowerowa w Tomaszowie, prowadząca do lokalnej atrakcji turystycznej – Grot Nagórzyckich. Rondo Zesłańców Sybiru oddziela osiedle od Domu Pomocy Społecznej i największego szpitala w mieście.